# Action de préférence
L'action de préférence (ou action préférentielle) désigne, en finance, une catégorie d'action.

## Concept
Une action de préférence n'est pas nécessairement dotée des droits normalement rattachés à la détention d'une action, comme le droit de vote.

## En droit

### Droit canadien
En droit canadien et québécois, une action préférentielle est un type d'action privilégiée qui donne un dividende à un taux préférentiel, c'est-à-dire un ordre de priorité lorsque vient le temps de payer le dividende qui est déclaré,,.

### Droit français
Les actions de préférence sont en France un type particulier d'actions qui se distinguent des actions ordinaires par les prérogatives qui y sont attachées. Leurs créations découlent de l'ordonnance du 24 juin 2014 modifié par l’ordonnance du 31 juillet 2014.